# Сендай (равнина)
Сендай (яп. 仙台平野 сэндай-хэйя) — равнина в Японии, расположенная на севере острова Хонсю, в центральной части префектуры Мияги.
На северо-востоке равнина доходит до гор Китаками, на западе она доходит до гор Оу, на севере — до холмов Итиносеки (一関丘陵), на юге — до плато Абукума; на востоке её омывает залив Сендай. В узком смысле равниной Сендай называют лишь её южную прибрежную часть. Через равнину протекают реки Нанакита, Умеда, Натори, Абукума и другие, образующие конусы выноса.
Равнина протянулась на 40 км вдоль побережья, ширина её составляет около 10 км. Она сложена аллювиальными осадками. Мощность четвертичных отложений на равнине составляет 80 м.
Около города Сендай на равнине разводят овощи, а на юге — виноград, яблоки и другие плодовые культуры.
Равнина Сендай сильно пострадала от цунами, вызванного землетрясением 2011 года.
Средняя температура на равнине (1996—2006) составляет 12,5°C, среднегодовая норма осадков — 1254 мм.